# مرسية
مُرسِيَة أو مَرسِيَة والنسبة إليها مُرسِيّ (بالإسبانية: Murcia) تلفظ مرسيا أو مرسيه، هي مدينة تقع في جنوب شرق إسبانيا على ضفاف نهر شقورة، تطل على البحر الأبيض المتوسط. هي عاصمة منطقة مرسية. أسسها عبد الرحمن الأوسط عام 825 م. من أهم أعلامها في التاريخ الإسلامي ابن عربي وابن سيده، وأبو العباس المرسي (الذي استوطن فيما بعد بمدينة الإسكندرية ودفن فيها، وبها مسجده الشهير)، وشرف الدين المرسي وابن مردنيش وزيان بن مدافع الجذامى .

## التاريخ
سكن البشر هذه البقعة من الأرض منذ عصور ما قبل التاريخ. عاش البشر كذلك في المنطقة الحالية في أثناء العصر البرونزي والعصر الحديدي. احتل شعب أرجاريك جزء من المنطقة في أواخر العصر النحاسي والعصر البرونزي. سكن الأيبيريون المنطقة في آواخر العصر البرونزي والعصر الحديدي. يعد المبنى الديني مزار دي لا لوز الأيبيري من معالم المدينة المميزة في ذلك العصر. توجد آثار تدل على وجود سكان في تلك المنطقة في أثناء الحكم الروماني في عصر شبه الجزيرة الأيبيرية. يعد حصن كاستيلو دي لوس جاريس أحد المباني التي تعود إلى أواخر العصر الروماني في شبه الجزيرة الإيبيرية ويقع في جنوب النصف الشمالي من البلدية. 
تذهب الأقاويل إلى أن اسم مرسية مشتق من الكلمة اللاتينية myrtea أو murtea ، وتعني أرض الآس (من المعروف أن هذا النبات ينمو في المناطق العامة)، وقد يكون الاسم مشتق من كلمة Murtia التي تعني قرية مورتيوس (كان مورتيوس اسمًا رومانيًا شائعًا في ذلك الوقت). تشير أبحاث أخرى إلى أن أصل اسمها يعود إلى الكلمة اللاتينية Murtae (التوت)، حيث غطى المناظر الطبيعية في الإقليم لعدة قرون. تغير الاسم اللاتيني في النهاية إلى الكلمة العربية Mursiya، ثم مرسية.
تأسست المدينة في موقعها الحالي تحت اسم مدينة مرسية في عام 825 ميلاديًا على يد عبد الرحمن الأوسط الذي كان أمير قرطبة آنذاك. استغل المخططون الأمويون مجرى نهر شقورة لإنشاء شبكة خيالية ومعقدة من قنوات الري التي أدت إلى ازدهار أوضاع المدينة الزراعية. وصف الرحال والكاتب الإدريسي المدينة بأنها مكتظة بالسكان وحصينة الأسوار. خضعت مرسية بعد سقوط الدولة الأموية في الأندلس في عام 1031 للحكم المتعاقب للقوى التي تمركزت بشكل مختلف في المرية وطليطلة، لكنها أصبحت أخيرًا عاصمة مملكتها مع حكم أبو عبد الرحمن بن طاهر. اتخذ ابن مردنيش من مرسية عاصمة للمملكة المستقلة الجديدة بعد سقوط إمبراطورية المرابطين. ازدهرت مرسية في ذلك الوقت، واشتهرت بصناعة السيراميك وصدرته إلى المدن الإيطالية، وكذلك بصناعة الحرير والورق، والتي كانت الأولى من نوعها في أوروبا. اعتبر سك النقود في مرسية نموذجًا يحتذى به في القارة بأكملها. وُلد الصوفي محيي الدين ابن عربي (1165-1240) والشاعر ابن الونان (ت. 1214) في مرسية في أثناء تلك الفترة. 
غزت الدولة الموحدية من شمال إفريقيا مرسية عام 1172، لتكون بذلك آخر إمبراطورية إسلامية تحكم جنوب إسبانيا، حالما أصبحت لقوات سقوط الأندلس المسيحية اليد العليا المسيطرة، تحولت مرسية إلى مجرد عاصمة لإمارة إسلامية صغيرة منذ عام 1223 إلى عام 1243. حول الملك المسيحي فرنادنو الثالث، ملك قشتالة، مرسية إلى محمية بموجب معاهدة ألكاراز لعام 1243، ليتاح له بذلك الوصول إلى البحر الأبيض المتوسط بينما كانت مرسية محمية من غرناطة وأراغون. أصبح المسيحيون العنصر الغالب بسبب تدفق المهاجرين من جميع أنحاء شبه الجزيرة الأيبيرية. شُجعت هجرة المسيحيين بهدف تأسيس قاعدة مسيحية موالية. أدت تلك الإجراءات إلى ثورة المدجنين عام 1264، والتي قمعها خايمي الأول ملك أراغون عام 1266، وغزا بعد ذلك مرسية برفقة المهاجرين الأراغونيين والكتالونيين.
كانت مرسية بعد ذلك إحدى عواصم ألفونسو العاشر ملك قشتالة إلى جانب طليطلة وإشبيلية.
ثنائية مرسية: تسبب السكان الكتالونيون في إقليم قشتالة في جلب غزو للمدينة على يد خايمي الثاني ملك أراغون في عام 1296. دُمجت مرسية أخيرًا لتصبح ضمن قشتالة بموجب معاهدة توريللاس لعام 1304.
تراجع ازدهار مدينة مرسية بسبب استبدال طرق البحر الأبيض المتوسط التجارية بطرق المحيط وبسبب الحروب بين المسيحيين والإمبراطورية العثمانية. تحول ازدهار مرسية القديم إلى أزمة خلال القرن الرابع عشر بسبب وقوعها على حدود مملكة غرناطة الإسلامية المجاورة، ولكنها ازدهرت بعد غزوها عام 1492، ومرةً أخرى في القرن الثامن عشر حين استفادت بشكل هائل من الطفرة التي حدثت في صناعة الحرير. تعود معظم الكنائس والمعالم الأثرية والعمارة القديمة في المدينة الحديثة إلى تلك الفترة. لعبت مرسية في ذلك القرن دورًا مهمًا في انتصار بوربون في حرب الخلافة الإسبانية بفضل كاردينال بيلوغا. نهبت القوات النابليونية مرسية عام 1810، ثم تعرضت بعد ذلك لزلزال هائل في عام 1829. راح ضحية تلك الكارثة نحو 6,000 في جميع أنحاء المقاطعة وفقًا للروايات المعاصرة. تبع ذلك تفشي الطاعون والكوليرا. 
تضررت المدينة وما حولها تضررًا بالغًا من الفيضانات في عام 1651 و1879 و1946 و1948 على الرغم من أن بناء الحاجز المائي ساعد على منع الفيضانات المتكررة من شقورة. يمتد ممر المشاة الشهير، ماليكون، على طول الجزء العلوي من السد. 
لقد كانت مرسية عاصمة مقاطعة مرسية منذ عام 1833 بعد تأسيسها من قبل الحكومة المركزية في عام 1982 وعاصمة المجتمع المستقل (الذي يشمل المدينة والمقاطعة فقط). أصبحت سابع أكبر بلدية من حيث عدد السكان في إسبانيا، ومدينة تنبض بالخدمات منذ ذلك الحين.
ضرب زلزال لوركا بقوة 5.1 ميجاوات منطقة مرسية بقوة قصوى بلغت VII («قوية للغاية») على مقياس ميركالي في 11 مايو 2011. راح ضحيته تسعة أشخاص وأصيب أكثر من 400 شخص.

## في الشعر العربي
ذكرت في قصيدة أبو البقاء الرندي لكل شيء إذا ماتمّ ( رثاء الأندلس ) التي نظمها بعد سقوط عدد من المدن الأندلسية
حتى قال

## الديموغرافيا
بلغ عدد سكان مدينة مرسية 469.177 نسمة عام 2023 (وفقاً للمعهد الوطني الإسباني للإحصاء).
| 345.759 | 353.504 | 377.888 | 409.810 | 422.861 | 436.870 | 442.203 | 469.177 |